# Carretera de Nebraska 61
La Carretera de Nebraska 61, y abreviada NE 61 (en inglés: Nebraska Highway 61) es una carretera estatal estadounidense ubicada en el estado de Nebraska. La carretera inicia en el Sur desde la KS 161  sur de Benkelman hacia el Norte en la SD 73  norte de Merriman. La carretera tiene una longitud de 377,91 km (234.82mi).

## Mantenimiento
Al igual que las autopistas interestatales, y las rutas federales y el resto de carreteras estatales, la Carretera de Nebraska 61 es administrada y mantenida por el Departamento de Carreteras de Nebraska por sus siglas en inglés NDOR.

## Cruces
La Carretera de Nebraska 61 es atravesada principalmente por la  US 34  en Benkelman
 US 6  en Imperial
 NE 23  este de Grant
 I 80  US 26  US 30  en Ogallala
 NE 2  este de Hyannis
 US 20  en Merriman.